# Нортон, Уильям
Уильям Джозеф Нортон (англ. William Joseph Norton; 1900[…], Дублин — 4 декабря 1963, Дублин) — ирландский государственный и политический деятель. Танаисте (1948–1951, 1954–1957), министр социального обеспечения (1948–1951), министр промышленности и торговли (1954–1957), лидер Лейбористской партии (1932–1960).

## Биография

Уильям Нортон в молодости. Предвыборная фотография около 1927–1932 годов

Родился 2 ноября 1900 года в Дублине. Был старшим из восьми детей Патрика Нортона, кондуктора трамвая, и Бриджит Нортон. С 1916 год работал на почтовой службе и к 1920–м годам являлся видным членом профсоюзного движения Ирландского почтового союза. С 1924 по 1957 год он занимал должность секретаря Профсоюза работников почтовой службы. 
На дополнительных выборах в 1926 году был избран депутатом Лейбористской партии Ирландии от округа Дублин, но потерпел поражение на всеобщих выборах в июне 1927 года. Он представлял округ Килдэр с 1932 года до своей смерти в 1963 году.
Нортон возглавил Лейбористскую партию в 1932 году. В составе первого межпартийного кабинета (1948–1951) он одновременно занимал посты Танаисте (второго человека в правительстве) и министра социального обеспечения; во втором межпартийном правительстве (1954–1957) вновь был Танаисте, совмещая эту должность с портфелем министра промышленности и торговли. 
Скончался в Дублине в 1963 году. Его сын, Патрик Нортон представлял округ Килдэр в Дойл Эрен с 1965 по 1969 год.